# Hodgsonicoccus
Hodgsonicoccus – wymarły rodzaj pluskwiaków z infrarzędu czerwców, jedyny z monotypowej rodziny Hodgsonicoccidae. Obejmuje tylko jeden wczesnokredowy gatunek, H. patefactus.

## Taksonomia
Rodzaj i gatunek typowy opisali po raz pierwszy w 2015 roku Isabelle Vea i David Grimaldi na łamach „American Museum Novitates”. Opisu dokonano na podstawie inkluzji w wczesnokredowym bursztynie libańskim, odnalezionym na górze w Baszarri na północy Libanu. Nazwę rodzajową nadano na cześć kokcydologa Christophera J. Hodgsona, natomiast epitet gatunkowy oznacza po łacinie odkryty.

## Morfologia
Czerwiec o bardzo dużym ciele, przekraczający 2 mm długości i osiągający około 0,5 mm szerokości.
Większa część krótkiej głowy otoczona była dwoma sklerytami ocznymi, z których każdy zaopatrzony był w od 10 do 15 dużych, wyłupiastych, rozmieszczonych w wielu szeregach oczu prostych. Oprócz nich występowały również grzbietowo umiejscowione przyoczka. Czułki budowało dziesięć członów, te od trzeciego wzwyż miały po dwa pierścienie długich szczecinek, a ostatni ponadto zakrzywione włoski i szczecinki bazykoniczne.
Przedtułów był błoniasty, niewyodrębniony wyraźnie od głowy. Prawie owalna przedtarcza nie była wyraźnie oddzielona od tarczy śródtułowia, którą to z kolei biegło błoniaste pasmo łączące przedtarczę z zaokrągloną tarczką. Zatarcza śródtułowia była dobrze wykształcona. Przednie skrzydło osiągało ponad 2,2 mm długości i 0,8 mm szerokości, kształt mając wydłużony z wąską nasadą i zwężonym szczytem, a całą powierzchnię usianą mikrowłoskami. Listewka kubitalna brała początek u jego podstawy i dochodziła do 0,7 jego długości. Na sięgającej szczytu skrzydła listewce subkostalnej znajdowały się szczecinki i sensoria skrzydłowe. Rozpinacze miały około 290 μm długości i 85 μm szerokości, wyróżniały się na tle pozostałych czerwców umieszczeniem trzech haczyków na przedniej krawędzi i obecnością mikrowłosków. Odnóża miały dwuczłonowe stopy.
Odwłok był grzbietobrzusznie spłaszczony, zaopatrzony w liczne szczecinki, przy czym na tylnych segmentach znajdowało się od 10 do 15 sztywnych szczecinek kolcowatych dochodzących do 0,5 mm długości. Genitalia samca cechowały się trójkątną osłonką prącia oraz smukłym i spiczasto zakończonym edeagusem wyposażony w wynicowujący się endofallus. 